# Black Panther: Wakanda Forever
Black Panther: Wakanda Forever is een Amerikaanse superheldenfilm uit 2022, geregisseerd door Ryan Coogler. De wereldpremière vond plaats op 26 oktober 2022 in Los Angeles. De film is gebaseerd op de verhalen van de gelijknamige Marvel Comics over het personage Black Panther. De hoofdrollen worden vertolkt door Letitia Wright, Lupita Nyong'o, Danai Gurira, Winston Duke, Florence Kasumba, Dominique Thorne, Michaela Coel, Tenoch Huerta, Alex Livanalli, Mabel Cadena, Martin Freeman en Angela Bassett.
Black Panther: Wakanda Forever is de 30e film in het Marvel Cinematic Universe; het is tevens het vervolg op de film Black Panther uit 2018. De film werd gemaakt wegens het succes van de voorloper, maar door het overlijden van acteur Chadwick Boseman die in de film Black Panther de hoofdrol vertolkte, werd het filmscript herschreven. Zijn personage T'Challa, het alter ego van Black Panther, keerde niet meer terug in de film.

## Verhaal

### Proloog
Black Panther en koning van Wakanda T'Challa is ziek en verkeert in kritieke toestand. Zijn zus Shuri denkt dat ze hem kan genezen met het hartvormige kruid, alleen heeft Erik Killmonger dat tot het laatste takje laten verbranden toen hij de Black Panther was. Het lukt haar niet om snel genoeg een synthetische variant te ontwikkelen om haar broer te redden.

### Verhaal
In het jaar na het overlijden van T'Challa heeft Wakanda geen Black Panther meer. Andere overheden proberen hier gebruik van te maken en het land binnen te dringen om vibranium te stelen. Wakanda heeft desondanks alle pogingen daartoe verijdeld, met name de Dora Milaje. Koningin Ramonda weigert ook langs diplomatieke weg om het unieke metaal te delen met de rest van de wereld, omdat ze de bedoelingen van de andere landen niet vertrouwt.
De Amerikaanse overheid zoekt de bodem van de oceaan af met een unieke vibraniumdetector om te zien of vibranium - tegen de verwachtingen in - ook buiten Wakanda voorkomt. Wanneer de onderzoekers dit daadwerkelijk vinden, worden ze aangevallen door een krachtig, onder water ademend blauw volk. Hun leider Namor kan bovendien zowel boven als onder water ademen, vliegen en is enorm sterk. Zijn volk en hij rekenen genadeloos af met de onderzoekers. Namor bezoekt daarna Ramonda en Shuri. Hij verwijt Wakanda dat de mensheid weet dat vibranium bestaat en er zodoende jacht op maakt. Dit brengt zijn volk - onder water - in gevaar. Namor eist dat ze de maker van de vibraniumdetector vinden en aan hem uitleveren. Hij dreigt Wakanda aan te vallen als ze dat niet doen.
De uitvinder van de vibraniumdetector blijkt de zestienjarige Riri Williams. Shuri en Okoye bezoeken haar op MIT en willen haar in veiligheid brengen in Wakanda. Namors manschappen onderscheppen de drie en nemen Shuri en Riri mee naar Namor. Hij leidt ze rond in zijn onderwaterrijk, Talokan. Hij legt uit dat hij in de zestiende eeuw werd geboren als zoon van een menselijke vrouw. Voor hij ter wereld kwam, aten zij en haar volk van een blauwe plant. Hierdoor konden zij voortaan onder water ademen, de zee in vluchten en ontkomen aan veroveraars. Hijzelf is anders dan de rest van zijn bevolking omdat hij een mutant is. Dit maakt hem nog sterker en al eeuwenlang hun leider, die zij ook K'uk'ulkan noemen. Sinds hij heeft gezien dat de Maya's tot slaaf werden gemaakt, haat hij de mensheid boven water. Hij heeft Talokan daarom al die tijd verborgen gehouden. Hij denkt dat hij dat niet langer kan nu landen vibranium zoeken in de oceanen. Hij stelt voor dat Talokan en Wakanda samen de wereld boven water vernietigen voor het omgekeerde gebeurt. Shuri weigert.
Nakia helpt Shuri en Riri ontsnappen uit Talokan en maakt daarbij een slachtoffer bij de Talokanil. Namor valt daarop Wakanda aan. Daarbij verdrinkt koningin Ramonda. Namor eist dat de Wakandianen hem helpen de bovenwereld aan te vallen wanneer hij terugkeert. Hij dreigt Wakanda anders weg te vagen. Een armband die Shuri kreeg van Namor, blijkt de sleutel tot het ontwikkelen van een synthetische variant van het hartvormige kruid. Nadat ze dit inneemt, krijgt ze Black Panther-krachten. De Wakanda-stammen accepteren haar daarop als nieuwe beschermer. 
Shuri wil haar moeder wreken en trekt samen met een delegatie strijders uit Wakanda naar zee. Ze lokken Namor en de zijnen naar zich toe met een andere vibraniumdetector. Ze probeert hem al vechtend te verzwakken door hem uit te drogen, eerst in een vliegtuig en daarna op een strand. Dit slaagt. Net wanneer ze op het punt staat een speer door zijn keel te steken, krijgt ze een visioen van haar moeder. Daarop biedt ze Namor de kans om zich over te geven en een vreedzame samenwerking aan te gaan. Wakanda zal Talokan dan helpen om de oceanen veilig te houden. Namor accepteert en laat zijn volk de wapens neerleggen.

### Epiloog
Namora is het er niet mee eens dat Namor zich heeft overgegeven. Hij verzekert haar dat de samenwerking met Wakanda in de toekomst in hun voordeel zal uitpakken. Nakia bezoekt Shuri en stelt haar daarbij voor aan een jongetje, Toussaint. Hij blijkt haar en T'Challa's in het geheim geboren zoon.

## Rolverdeling
| Acteur / actrice       | Personage                                   |
| ---------------------- | ------------------------------------------- |
| Letitia Wright         | Shuri / Black Panther                       |
| Lupita Nyong'o         | Nakia                                       |
| Danai Gurira           | Okoye / Midnight Angel                      |
| Winston Duke           | M'Baku                                      |
| Tenoch Huerta          | K'uk'ulkan / Namor                          |
| Angela Bassett         | Queen Mother Ramonda                        |
| Florence Kasumba       | Ayo                                         |
| Dominique Thorne       | Riri Williams / Ironheart                   |
| Michaela Coel          | Aneka                                       |
| Martin Freeman         | Agent Everett K. Ross                       |
| Alex Livanalli         | Attuma                                      |
| Mabel Cadena           | Namora                                      |
| Michael B. Jordan      | N'Jadaka / Erik "Killmonger" Stevens        |
| Julia Louis-Dreyfus    | Contessa Valentina Allegra de Fontaine      |
| Manuel Chavez          | Jonge Namor                                 |
| Isaach De Bankolé      | River Tribe Elder                           |
| Danny Sapani           | M'Kathu                                     |
| Dorothy Steel          | Merchant Tribe Elder                        |
| Connie Chiume          | Zawavari                                    |
| Zainab Jah             | Mining Tribe Elder                          |
| Sope Aluko             | Sope the Shaman                             |
| Trevor Noah            | Al Griot (stem)                             |
| Zola Williams          | Yama                                        |
| Janeshia Adams-Ginyard | Nomble                                      |
| Jemini Powell          | Jemini                                      |
| Baaba Maal             | Begrafenis Zanger                           |
| Gerardo Aldana         | Verenigde Naties Voorzitter                 |
| Richard Schiff         | Amerikaanse minister van Buitenlandse Zaken |
| Birmingham Tanden      | Franse staatssecretaris                     |
| Lake Bell              | Dokter Graham                               |
| Robert John Burke      | Smitty                                      |
| Judd Wild              | Jackson                                     |
| Irma-Estel Laguerre    | Fen                                         |
| María Mercedes Coroy   | Jonge Fen                                   |
| Travis Love            | M'Bele                                      |
| Kamaru Usman           | Officier van de Marine                      |
| Anderson Cooper        | Zichzelf                                    |
| Divine Love Konadu-Sun | T'Challa II (post-credit scene)             |